# Marshall (Teksas)

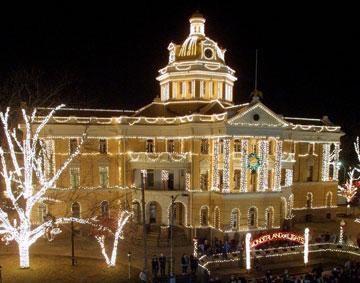

Marshall – miasto w Stanach Zjednoczonych, w stanie Teksas. Jest stolicą hrabstwa Harrison sąsiadującego ze stanami Luizjana i Arkansas. Miasto, zamieszkane przez 23 935 osoby (stan na rok 2000), jest jednym z ważniejszych centrów kulturalnych i edukacyjnych północno-wschodniego Teksasu i tak zwanego Trójkąta Ark-La-Tex.
Marshall jest znane ze swej historii związanej z wojną secesyjną oraz walką o prawa czarnoskórych mieszkańców USA w okresie po II wojnie światowej, a także z produkcji ceramiki.